# Улица Меркеля (Рига)
Улица Ме́ркеля (латыш. Merķeļa iela) — улица в исторической части города Риги, в Центральном районе. Начинается от развилки улиц Марияс и Сатеклес на Привокзальной площади, пролегает в северо-западном направлении до пересечения с бульваром Бривибас и улицей Тербатас, продолжаясь далее как бульвар Калпака. Общая длина улицы Меркеля составляет 548 метров.
Необычной особенностью улицы Меркеля является то, что нумерация чётной стороны идёт в противоположном направлении, от конца к началу улицы.

## Транспортное значение
На всём протяжении улица Меркеля асфальтирована, движение одностороннее (от Привокзальной площади к бульвару Бривибас). Имеется три полосы движения, одна из которых выделена для общественного транспорта (по улице проходят многие маршруты автобуса и троллейбуса).
Улица Меркеля является частью государственных автодорог A2 (с поворотом на бульвар Бривибас) и P1 (продолжается по бульвару Калпака).

## История
Улица была проложена после сноса городских укреплений в 1860 году; её первоначальным названием было Большая Парковая улица (нем. Große Parkstraße, латыш. Lielā Parka iela), поскольку она пролегала вдоль Верманского парка, разбитого ещё в 1813 году. В 1885 году была переименована в улицу Паулуччи (нем. Paulucci Straße, латыш. Pauluči iela) — в честь бывшего Рижского военного губернатора с 1812 года, одновременно Лифляндского и Курляндского генерал-губернатора, маркиза Филиппа Паулуччи.
После провозглашения независимости Латвийской Республики, в 1923 году улица получила новое название — в честь рижского публициста и просветителя немецкого происхождения Гарлиба Меркеля. В годы немецкой оккупации (1942—1944) была переименована в улицу Бисмарка (нем. Bismarkstraße), а с 1944 года улица вновь носит нынешнее название, которое более не изменялось.

## Примечательные объекты
Застройка улицы сформировалась в конце XIX — начале XX века. Все здания на улице Меркеля являются охраняемыми памятниками архитектуры.
Нечётная сторона
- Дом № 1 — жилой дом (построен в 1880 году[8]; по другим сведениям, в 1896 году, архитектор К. Пекшенс[9]).
- Дом № 3 — жилой дом (1880, архитектор А. Эдельсон).
- Дома № 5, 7 и 9 — три жилых дома одинаковой архитектуры (1880—1883, архитектор Я.-Ф. Бауманис).
- Дом № 11 — жилой дом (1895, архитектор К. Пекшенс).
- Угловой жилой дом по ул. Кришьяня Барона, 4 (1888, архитектор Я.-Ф. Бауманис).
- Угловой дом по ул. Кришьяня Барона, 1 (Александровская гимназия, 1873—1874, архитектор Я.-Ф. Бауманис).
- Дом № 13 — здание Рижского латышского общества (1908, пристройка 1938; архитекторы Э. Лаубе и Э. Поле). Памятник архитектуры государственного значения. Кроме самого здания, памятниками искусства признаны декоративные панно на фасаде здания (1910, автор Я. Розенталь) и двери в пристройку с рельефным изображением достопримечательностей города;
- Весь квартал между улицами Архитекту и Инжениеру занимает главный корпус Латвийского университета (архитектор Г. Хилбиг; крыло вдоль ул. Меркеля построено в 1873—1876). Фасад по ул. Меркеля в 1938 году увенчан рельефным гербом Риги (в имперском варианте, с двуглавыми орлами), перенесённым сюда с главного фасада, где был установлен герб Латвии[10].
- Дом № 17/19 — жилой дом и больница (1872, архитектор Я.-Ф. Бауманис).
- Дом № 21 — жилой дом (1911, архитектор Герберт Тимер).
- Угловой жилой дом по бул. Бривибас, 32 (1875, архитектор Г. Шель, перестроен в 1912, архитектор М. Нукша)[11] — в здании находится почтовый центр «Sakta» и с 2014 временно расположен Национальный музей истории Латвии[12].

Чётная сторона
- Дом № 2 — жилой дом (построен в 1879 году).
- Дом № 4 — здание Рижского цирка (1888, архитектор Я.-Ф. Бауманис, реконструировано в 2020—2022, памятник архитектуры государственного значения).
- Дом № 6 — жилой дом (1883).
- Дом № 8 — жилой дом (1882, архитектор К. Фельско).
- Дом № 10 — жилой дом (1879, архитектор Я.-Ф. Бауманис, перестроен в 1930 году).
- Дом № 12 — жилой дом (1881, архитектор Я.-Ф. Бауманис). С 1890 по 1896 год в этом доме жил поэт Райнис[4]. В советское время в здании располагалась гостиница «Саулите»[13].
- Бо́льшую часть чётной стороны улицы занимает Верманский сад. У его ограды напротив дома № 13 установлена скульптура Карлиса Падегса (1998, скульптор Андрис Варпа).

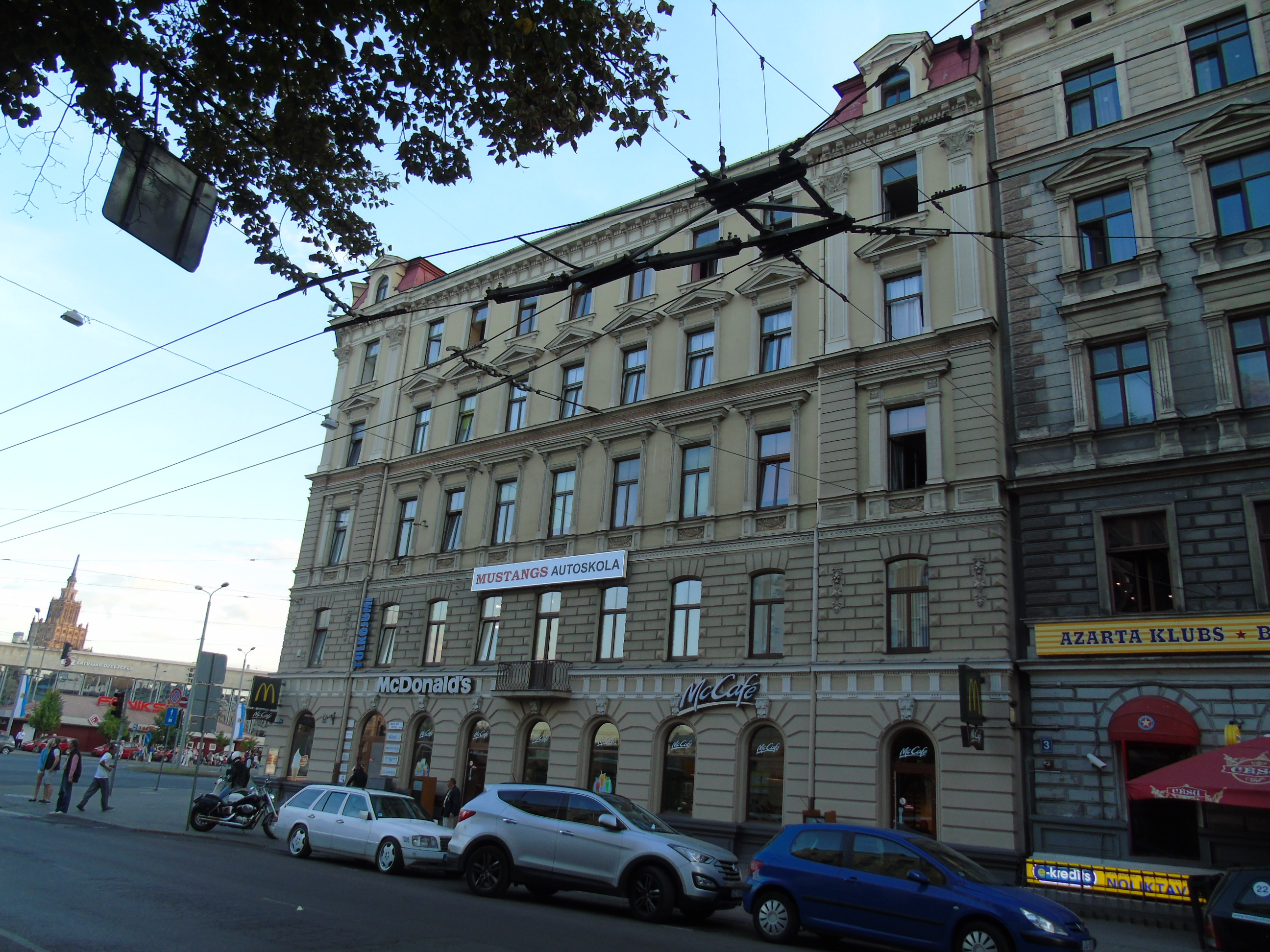
Дом № 1
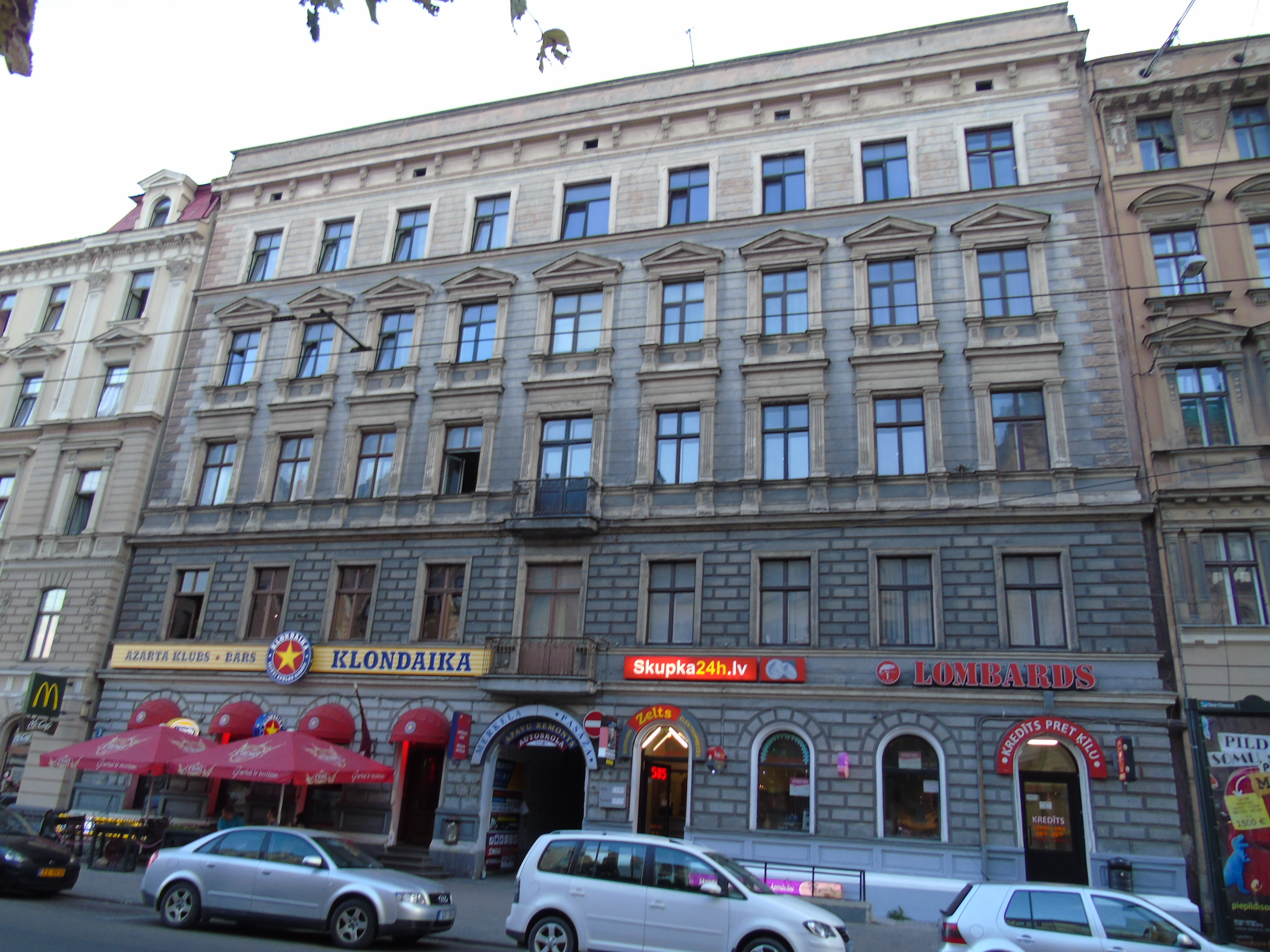
Дом № 3
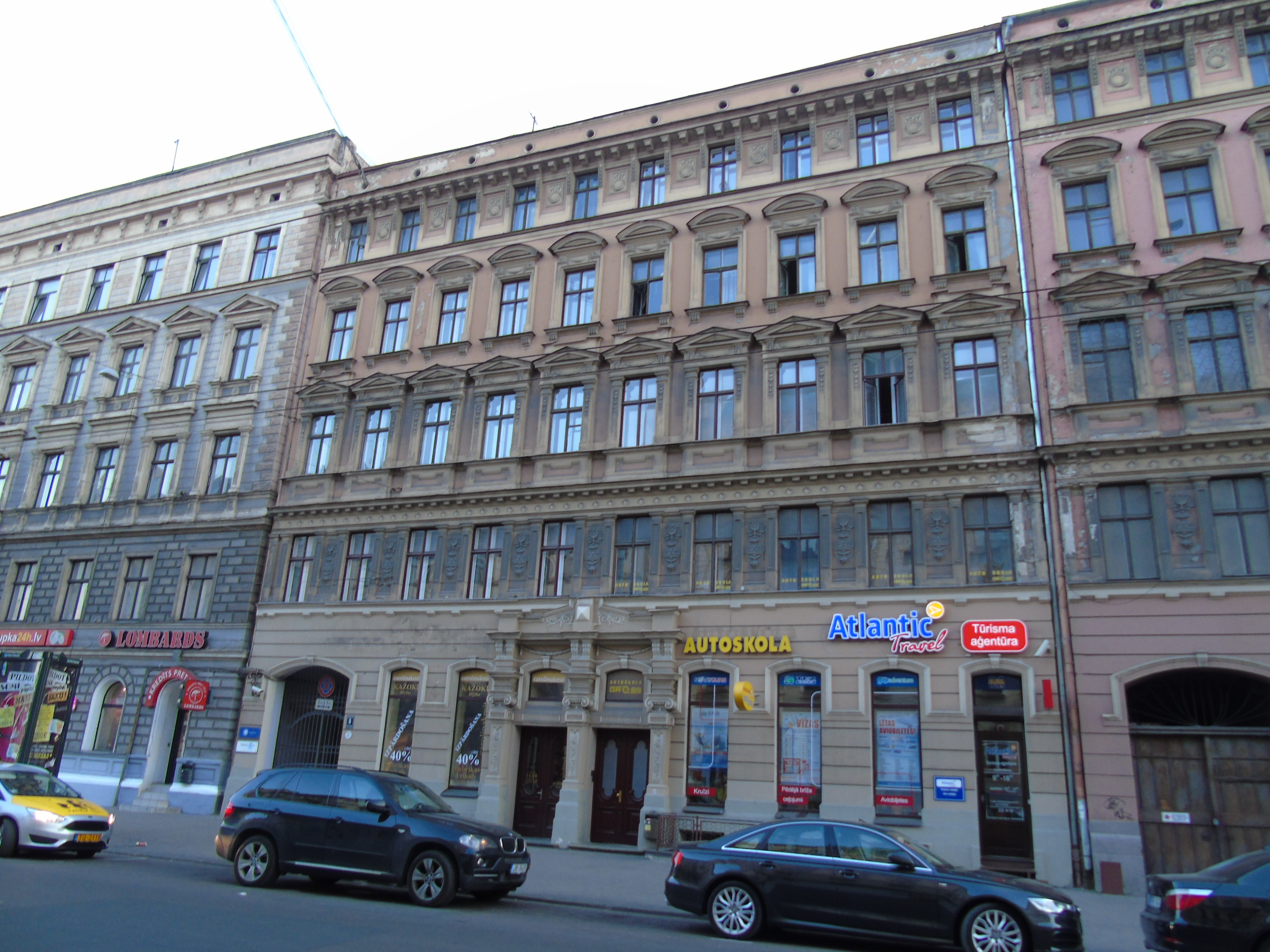
Дом № 5
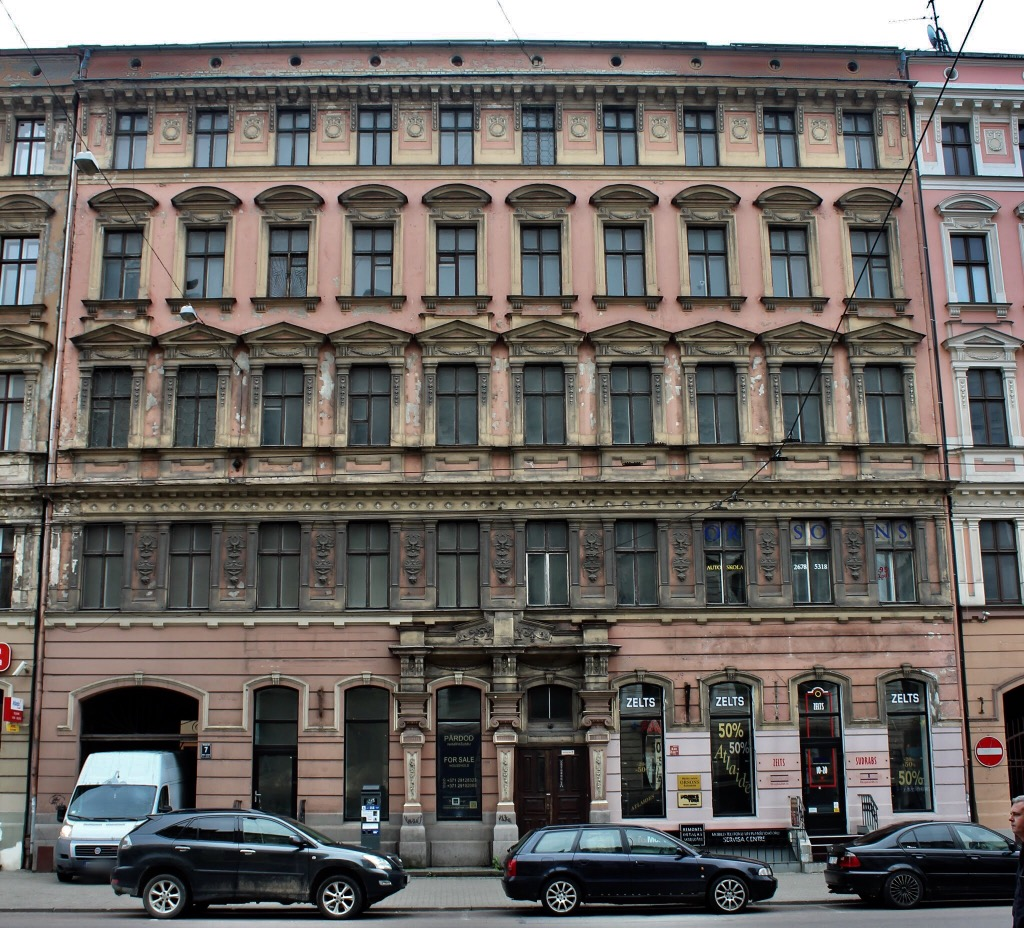
Дом № 7
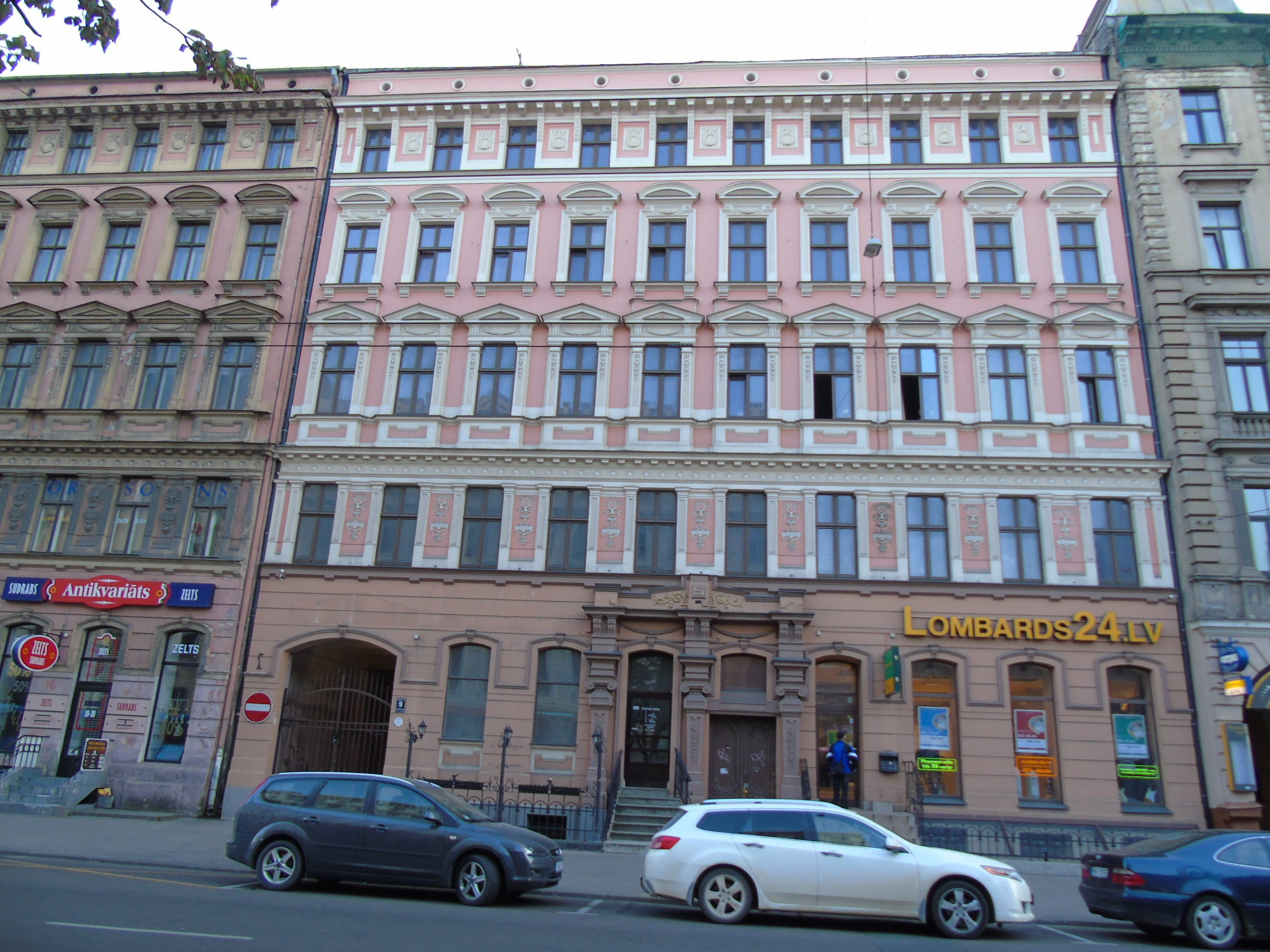
Дом № 9
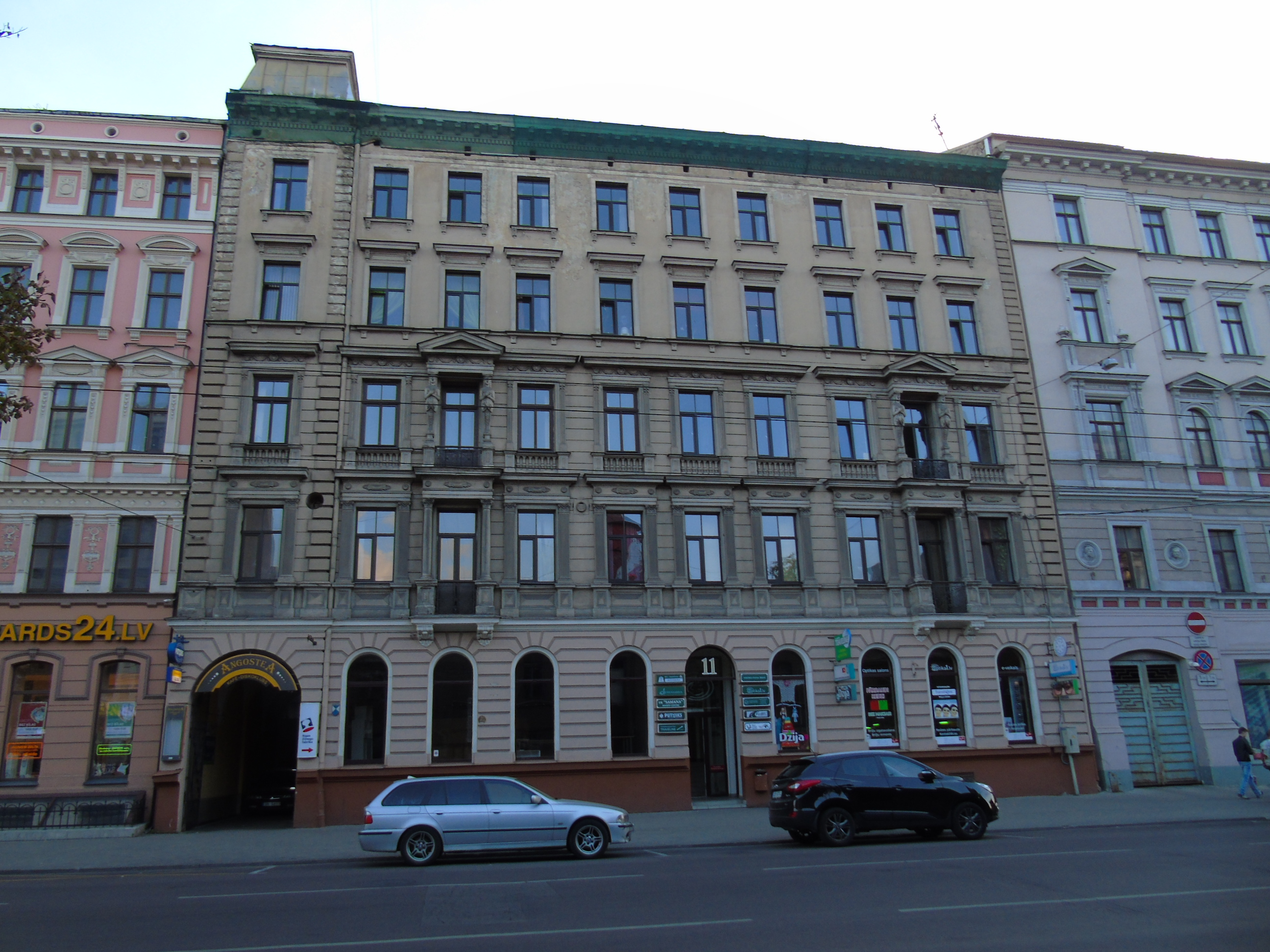
Дом № 11
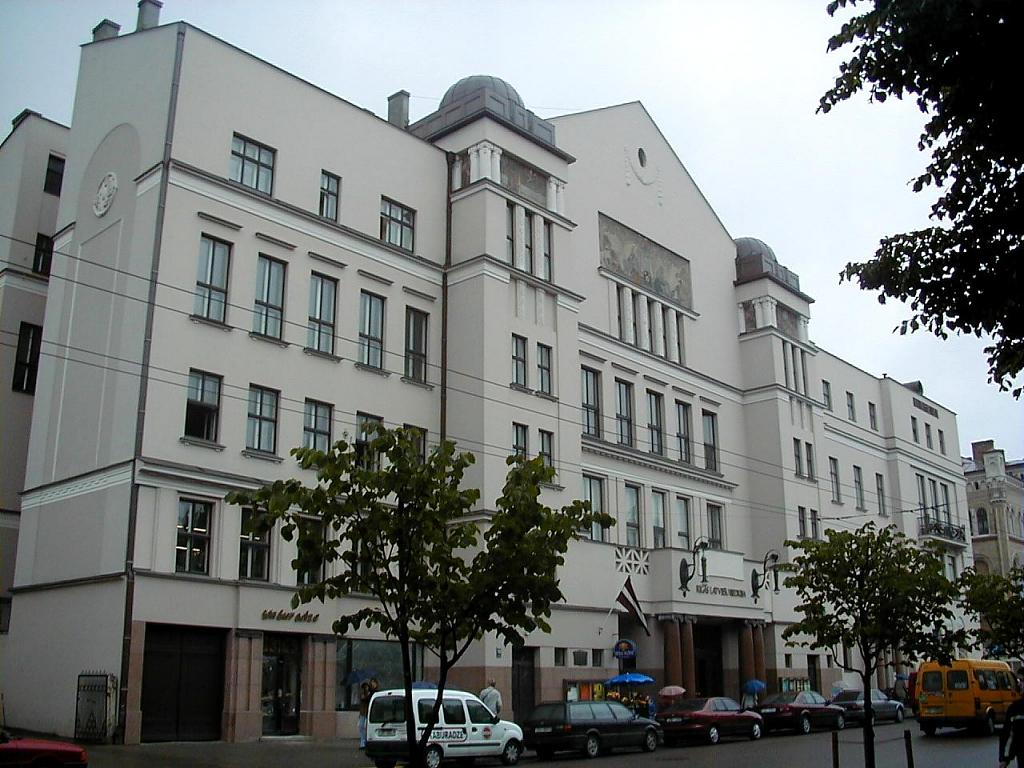
Рижское латышское общество
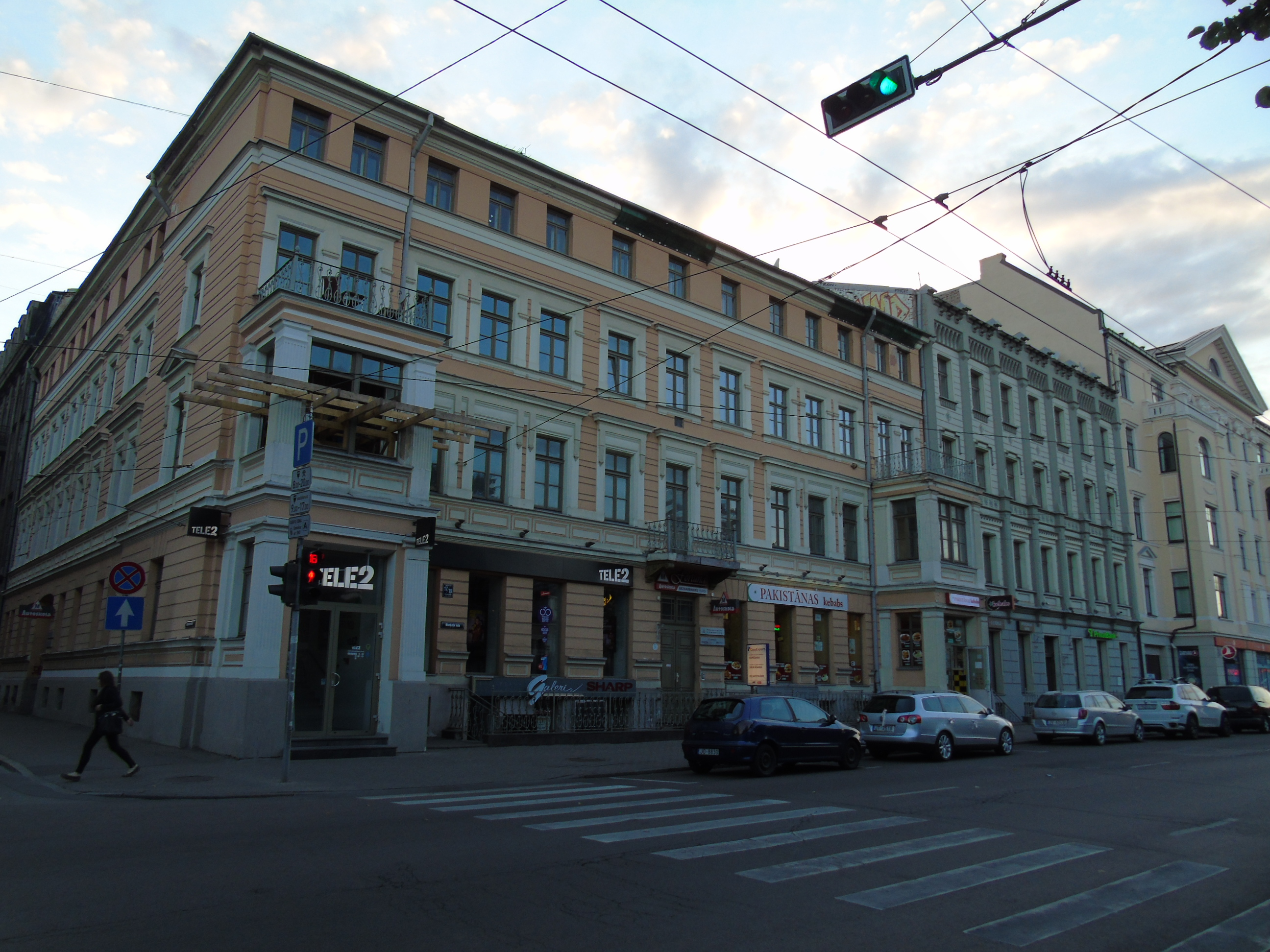
Дом № 17/19
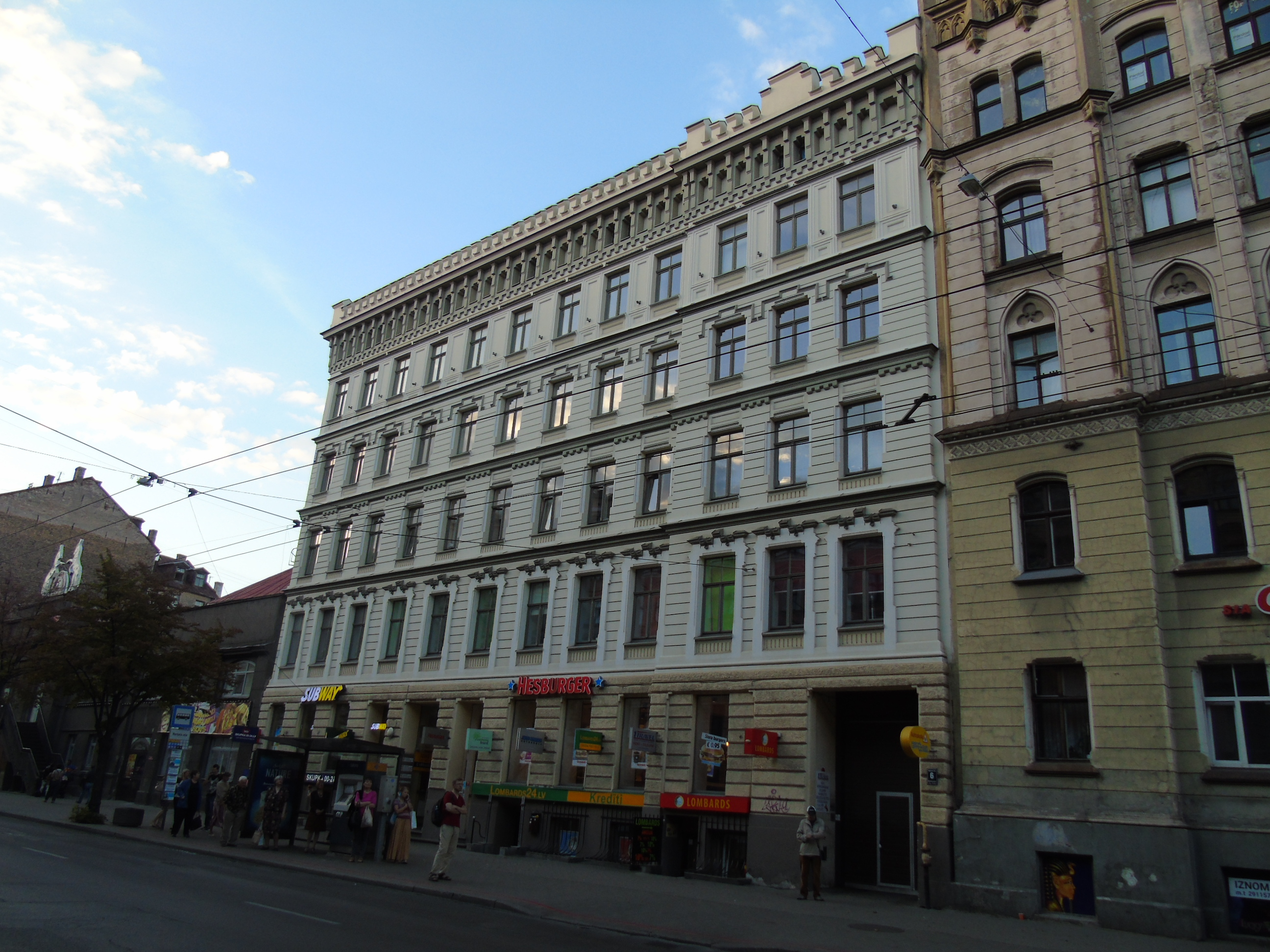
Дом № 6
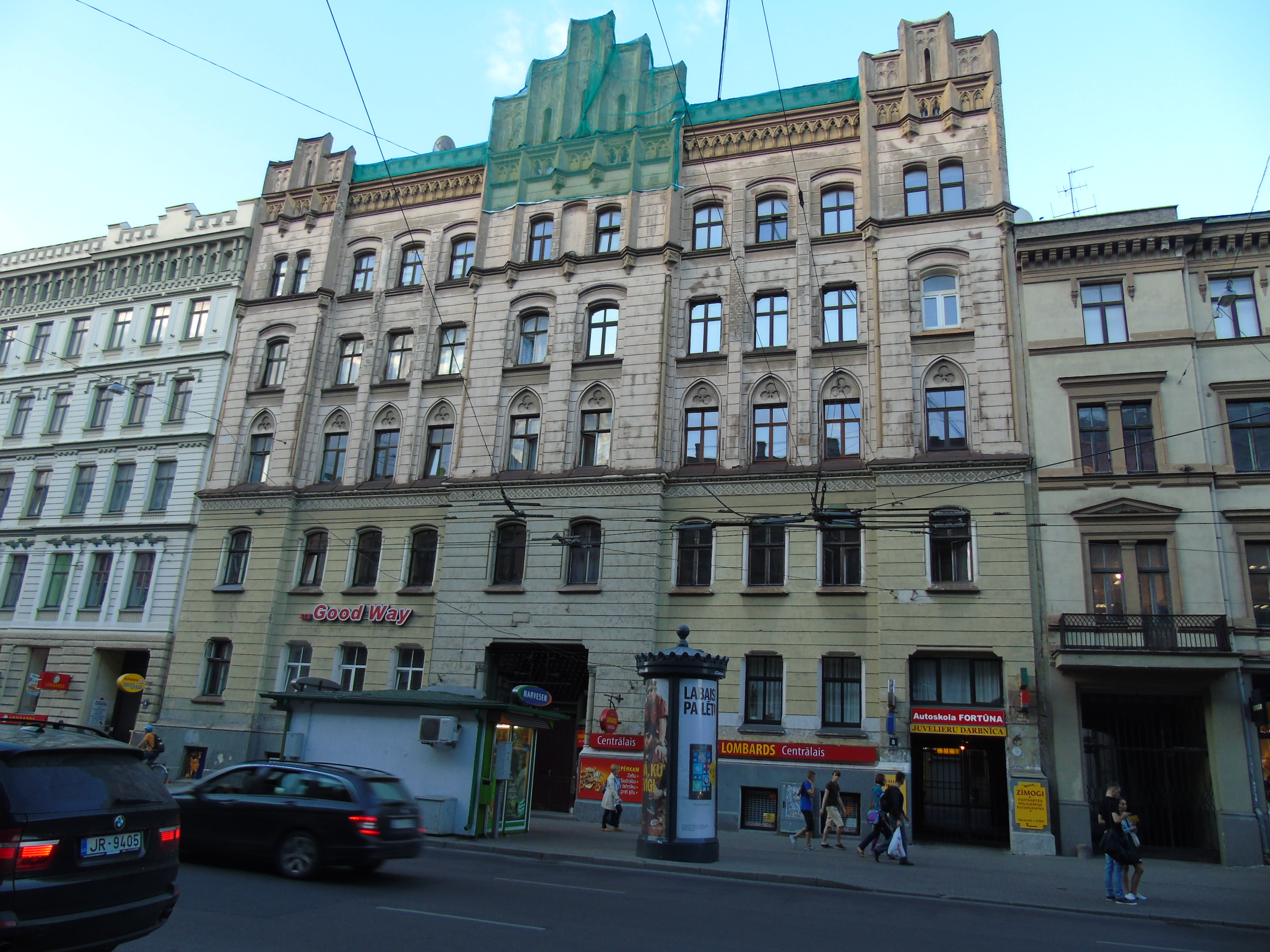
Дом № 8
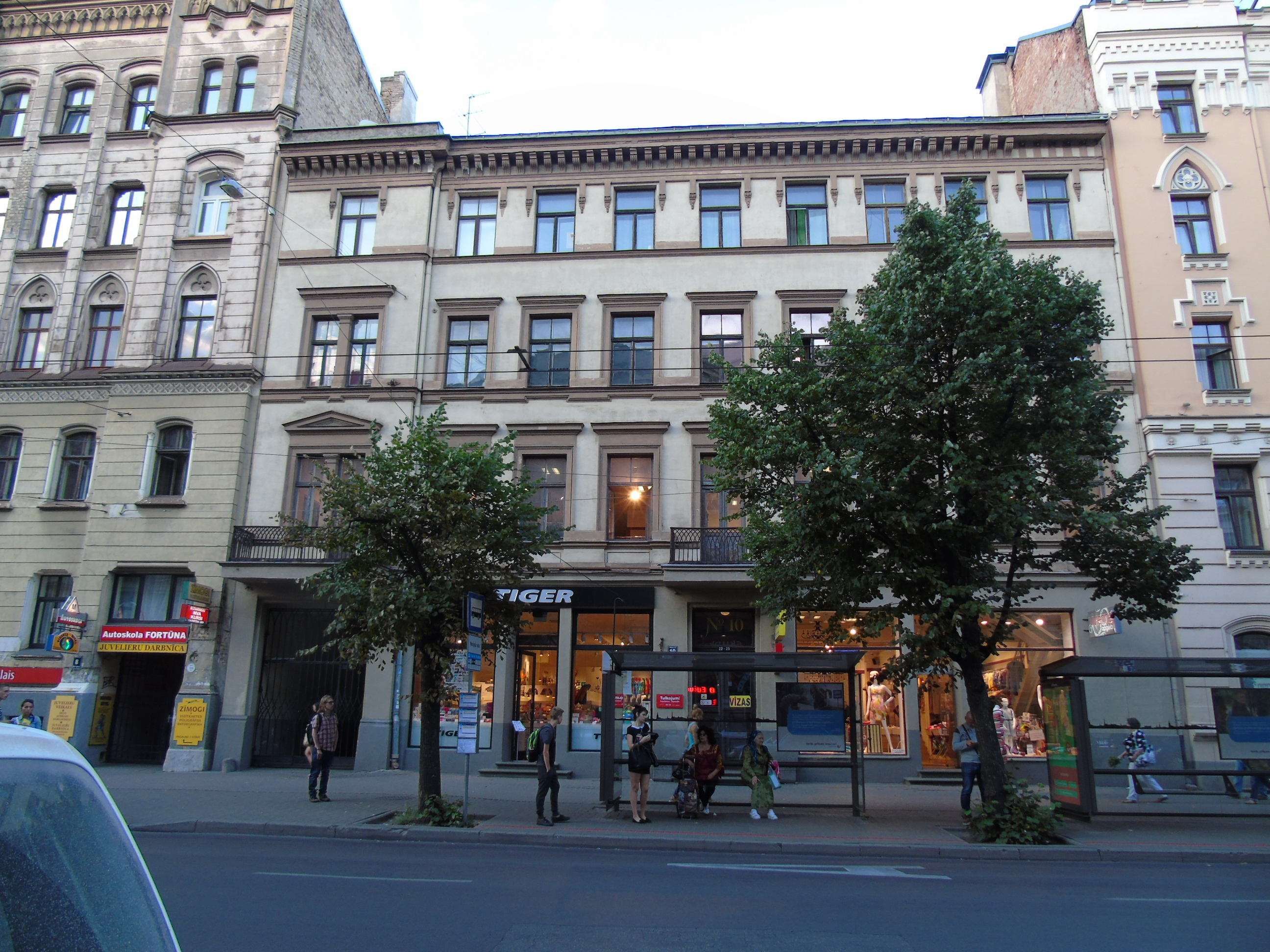
Дом № 10
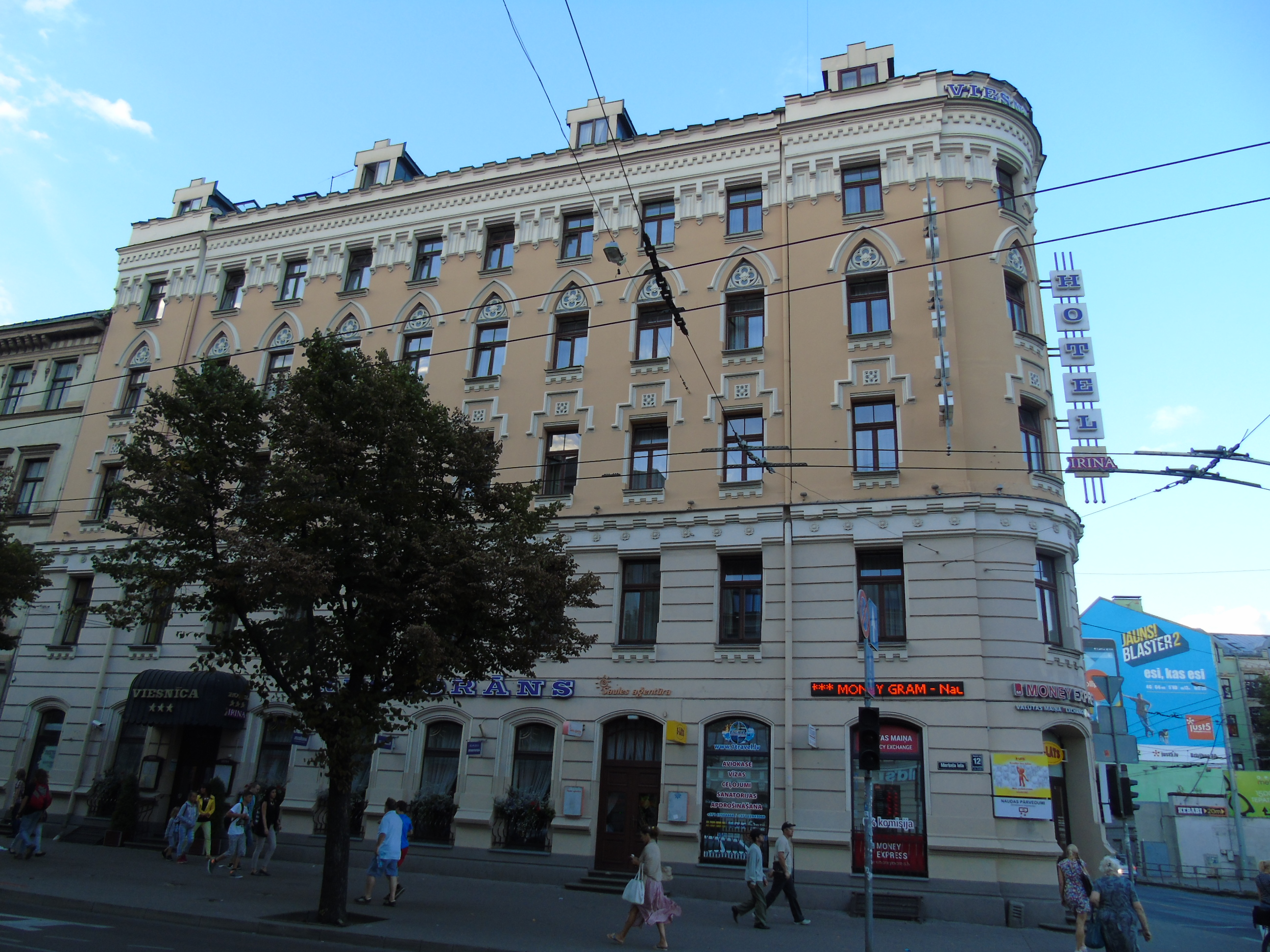
Дом № 12
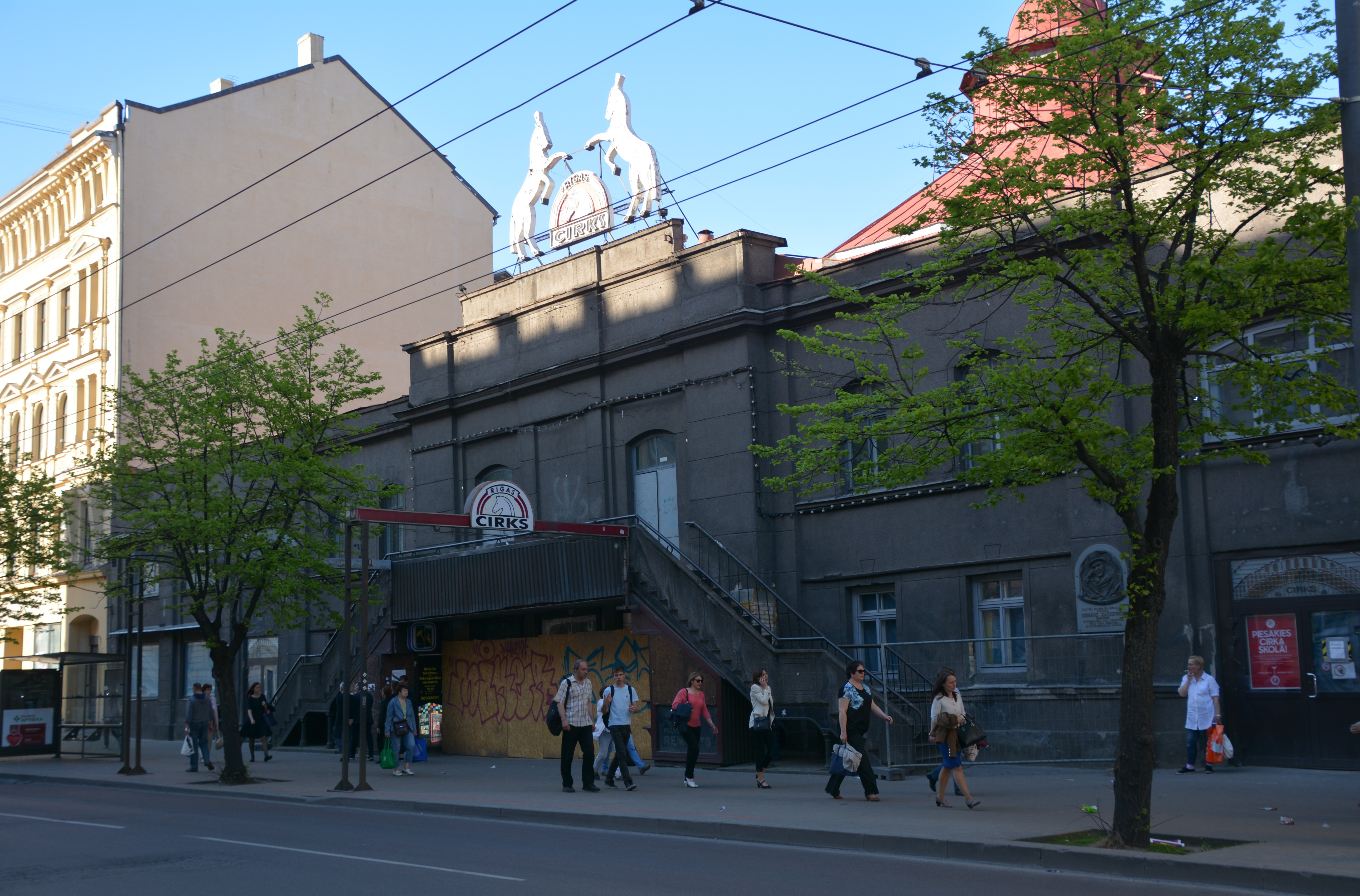
Рижский цирк
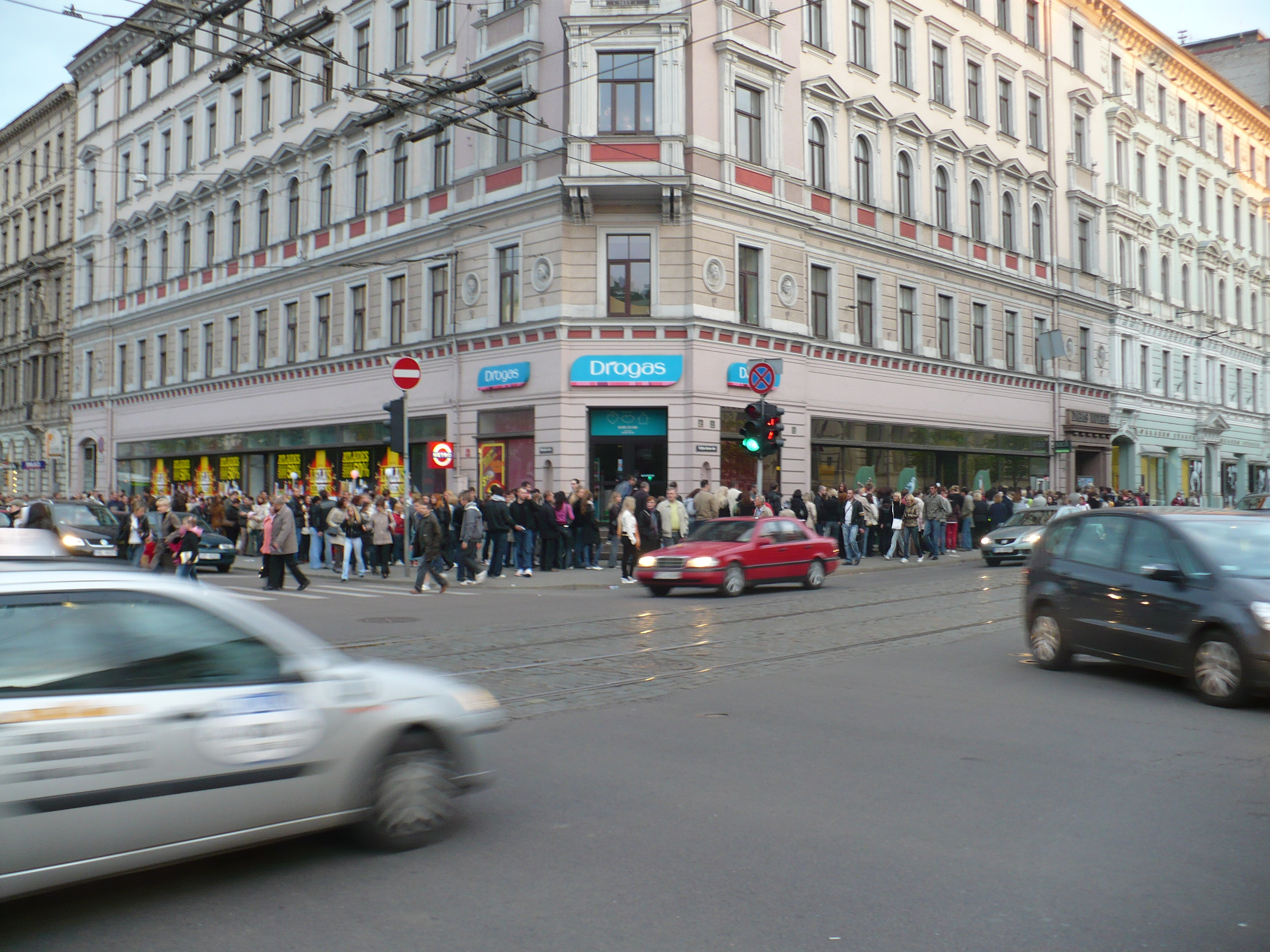
улица Кришьяня Барона, 4
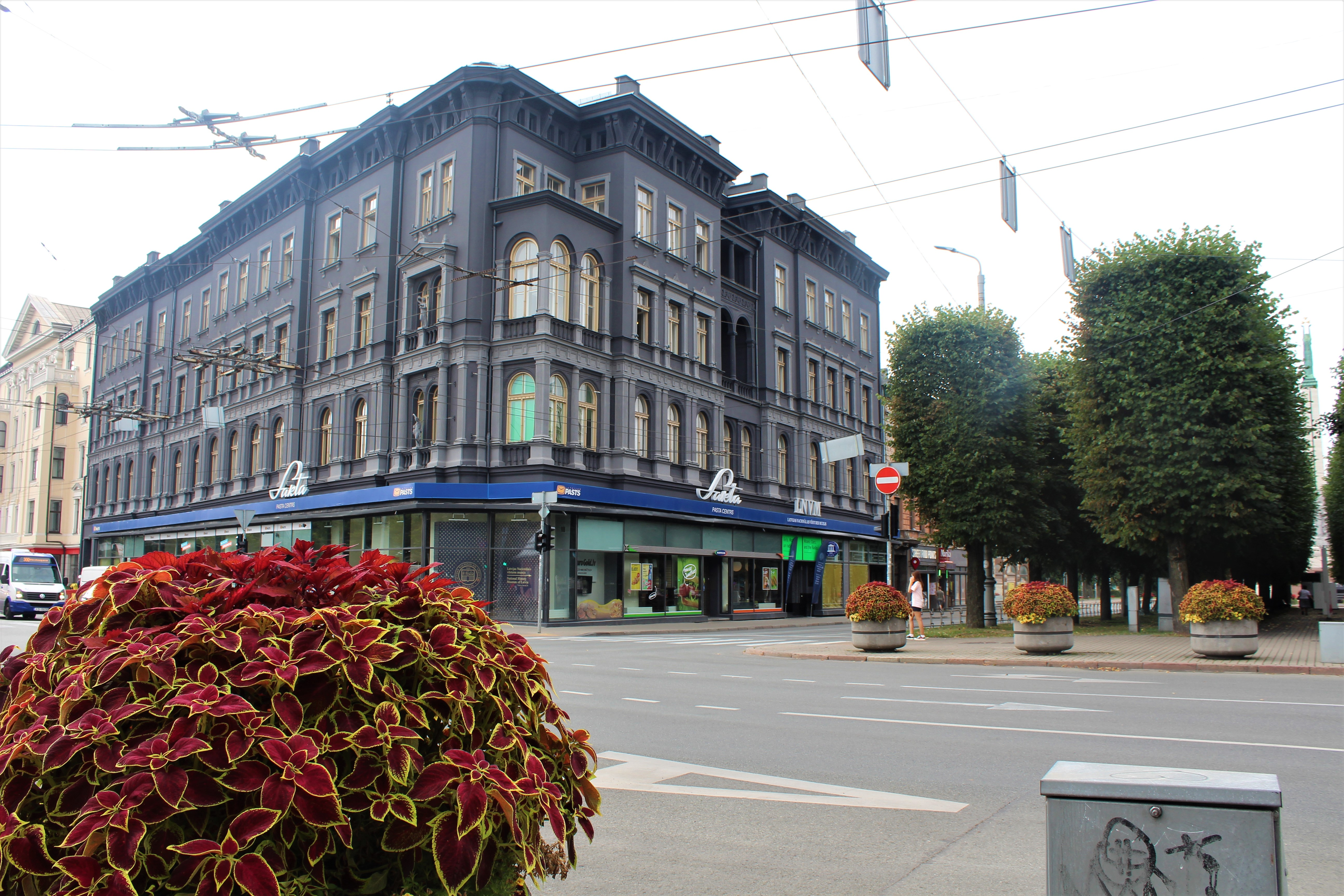
бульвар Бривибас, 32

## Прилегающие улицы
Улица Меркеля пересекается со следующими улицами:
- улица Марияс
- улица Кришьяня Барона
- улица Архитекту
- улица Инжениеру
- улица Тербатас
- бульвар Бривибас